# Спурій Ларцій Флав
Спурій Ларцій Флав (V ст. до н. е.) — політичний та військовий діяч ранньої Римської республіки.

## Життєпис
Походив з патриціанського роду Ларцієв етруського походження. Він був родичем етруських царів, на що вказує назва раду «Ларції» — від етруського «Ларс» — «цар», «пан».
Прибув у 509 до н. е. після вигнання римського царя Тарквінія II. Отримав звання патриція. Разом з Публієм Горацієм Коклом та Тітом Гермінієм Аквіліном захищав міст через Тибр проти військ Порсени, царя Клузія та союзника Тарквінія II.
У 506 до н. е. його обрано консулом спільно з Титом Гермінієм Аквіліном. Ймовірно він приймав заходи для оборони Риму й укладання угоди з Порсеною.
Намагався відвести Понтійські болота поблизу Риму для звільнення землі для землеробів, проте невдало.
У 490 до н. е. його вдруге було обрано консулом, цього разу спільно із Квінтом Сульпіцієм Камеріном Корнутом. Тут він захищав місто від військ Коріолана, який перейшов на бік вольсків.
У 480 до н. е. призначений інтеррексом для проведення позапланових виборів консулів. був одним з активніших прихильників війни з містом-державою Вейями.